# El barquillero
El barquillero (Le marchand d'oublies) est une zarzuela en un acte de Ruperto Chapí, sur un livret de José López Silva et José Jackson Veyán et créée au Théâtre Eldorado de Madrid, le 21 juillet 1900.

## Synopsis
L'œuvre montre l'aboutissement heureux des amours de Socorro et Pepillo, qui sont d'un côté gênées par Lunaritos, un gigolo bien vu par Prudencia à cause de ses “ragots”, et qui sont d'autre part protégées par le caporal de cavalerie Melgares. Les librettistes dessinent des caractères nettement typés : Prudencia présomptueuse et intéressée, le gigolo Lunaritos, le sympathique Melgares, la noblesse des deux amoureux.

## Personnages
| Personnage                                            | Tessiture | Interprètes de la création, le 21 juillet 1900 |
| ----------------------------------------------------- | --------- | ---------------------------------------------- |
| Socorro, fille simple, amoureuse de Pepillo           | soprano   | Srta. Miralles                                 |
| Pepillo, marchand d'oublies, amoureux de Socorro      | ténor     | tenu par une soprano : Amparo Taberner         |
| Le caporal Melgares, protecteur des amours de Pepillo | baryton   | Emilio Mesejo                                  |
| Lunaritos, prétendant de Socorro                      | acteur    | Eliseo Sanjuán                                 |
| Prudencia, patronne d'une friperie, mère de Socorro   | actrice   | Leocadia Alba                                  |
| Eugenio, chiffonnier, oncle de Pepillo                | acteur    | José Mesejo                                    |
| Cayetano, vieux                                       |           | Sr. González                                   |